# 平小泉
平小泉（たいら こいずみ）は、福島県いわき市の大字である。郵便番号は970-8041。

## 地理
いわき市中央部の平地区に属し、地区内中部に位置する。北で、平中山、東で平上高久、南で中央台飯野、西で平吉野谷、郷ケ丘とそれぞれ隣接する。概ね町村制施行以前の磐前郡小泉村の流れを汲む地域である。滑津川右岸の平地と南側の丘陵地を区域とする。平地では水田が広がり、山裾の高台に集落が存在する。内郷御厩町に所在するいわき中央警察署及び平字正内町に所在する平消防署がそれぞれ管轄にあたる。

### 主な字
- 西
- 馬場

- 奥町
- 東

- 磐ノ作

## 河川
- 滑津川

## 歴史
- 1879年1月27日 - 平藩領小泉村が福島県内における郡区町村制の施行により磐前郡の村となる[4]。
- 1889年4月1日 - 町村制の施行により小泉村が北白土村、南白土村、谷川瀬村、上荒川村、下荒川村、中山村、吉野谷村、上高久村と合併し、磐前郡飯野村が発足する。旧小泉村域は飯野村の大字となる[4]。
- 1896年4月1日 - 磐前郡と周辺郡との合併により石城郡が発足し、石城郡飯野村となる[4]。
- 1950年4月1日 - 飯野村が平市と合併し、平市の大字となる[4]。
- 1966年10月1日 - 平市が磐城市・常磐市・内郷市・勿来市、石城郡小川町・遠野町・四倉町・川前村・田人村・好間村・三和村、双葉郡久之浜町・大久村と合併しいわき市となり、いわき市平地区の大字となる[4]。
- 1975年～ - 南西部の丘陵地の一部が宅地造成に伴い郷ケ丘として分離される[4]。
- 1983年～ - 南部の丘陵地の一部が宅地造成に伴い中央台飯野として分離される[4]。

## 世帯数と人口
2023年10月31日現在の世帯数と人口は以下の通りである。
| 大字   | 世帯数 | 人口 |
| ------ | ------ | ---- |
| 平小泉 | 30世帯 | 82人 |

## 小・中学校の学区
市立小・中学校に通う場合、学区は以下の通りとなる。
| 番地 | 小学校                 | 中学校                 |
| ---- | ---------------------- | ---------------------- |
| 全域 | いわき市立平第五小学校 | いわき市立平第三中学校 |

## 交通

### 道路
- 福島県道241号下高久谷川瀬線（北端部をかすめており、滑津川によって区域から直接の侵入はできない。）

### バス
最寄りのバス停は東隣の平上高久の新常磐交通白坂停留所である。

## 施設
- 曹洞宗瑞光寺
- 一ノ矢八坂神社